# Kānke
Kānke är en ort i Indien.   Den ligger i distriktet Rānchī och delstaten Jharkhand, i den östra delen av landet, 1 000 km sydost om huvudstaden New Delhi. Kānke ligger 651 meter över havet och antalet invånare är 16 712.
Terrängen runt Kānke är platt, och sluttar österut. Runt Kānke är det mycket tätbefolkat, med 2 103 invånare per kvadratkilometer. Närmaste större samhälle är Ranchi, 10,1 km söder om Kānke. Runt Kānke är det i huvudsak tätbebyggt.